# Rhinoclemmys melanosterna
La tartaruga di foresta colombiana (Rhinoclemmys melanosterna (Gray, 1861)) è una specie di tartaruga della famiglia dei Geoemididi.

## Descrizione
Il carapace, lungo circa 290 mm, è di forma ovale e leggermente a cupola. Il suo colore varia dal nero al marrone scuro. Il piastrone può essere marrone-rosso o nero con suture e bordo gialli. La testa varia in colorazione dal marrone scuro al nero e dorsalmente presenta striature oblique verde pallido, arancioni o rosse. Le zampe sono nere maculate. La nidificazione può avvenire durante tutto l'anno, ma soprattutto in giugno-agosto e novembre. Vengono deposte, sotto foglie marce, 1-2 (eccezionalmente tre) uova ellissoidali. Le uova schiudono in 85-141 giorni, principalmente in settembre-novembre. È una specie erbivora.

## Distribuzione e habitat
Distribuita in Colombia occidentale, porzione nord-occidentale dell'Ecuador e Panama sud-orientale. Vive in un'ampia varietà di ambienti acquatici come stagni, paludi, laghi e grandi fiumi in savane e nelle foreste pluviali. La si può trovare anche nelle acque costiere salmastre.